# 116P/Wild
116P/Wild (też Wild 4) – kometa krótkookresowa, należąca do rodziny komet typu Enckego. 

## Odkrycie
Kometa została odkryta 21 stycznia 1990 roku w Obserwatorium Astronomicznym Uniwersytetu Berneńskiego w Szwajcarii przez Paula Wilda.

## Orbita komety i właściwości fizyczne
Orbita komety 116P/Wild ma kształt elipsy o mimośrodzie 0,37. Jej peryhelium znajduje się w odległości 2,19 j.a., aphelium zaś 4,78 j.a. od Słońca. Jej okres obiegu wokół Słońca wynosi 6,51 roku, nachylenie do ekliptyki to wartość 3,61˚.
Jądro tej komety ma rozmiary kilka km.